# Zusters van Julie Postel

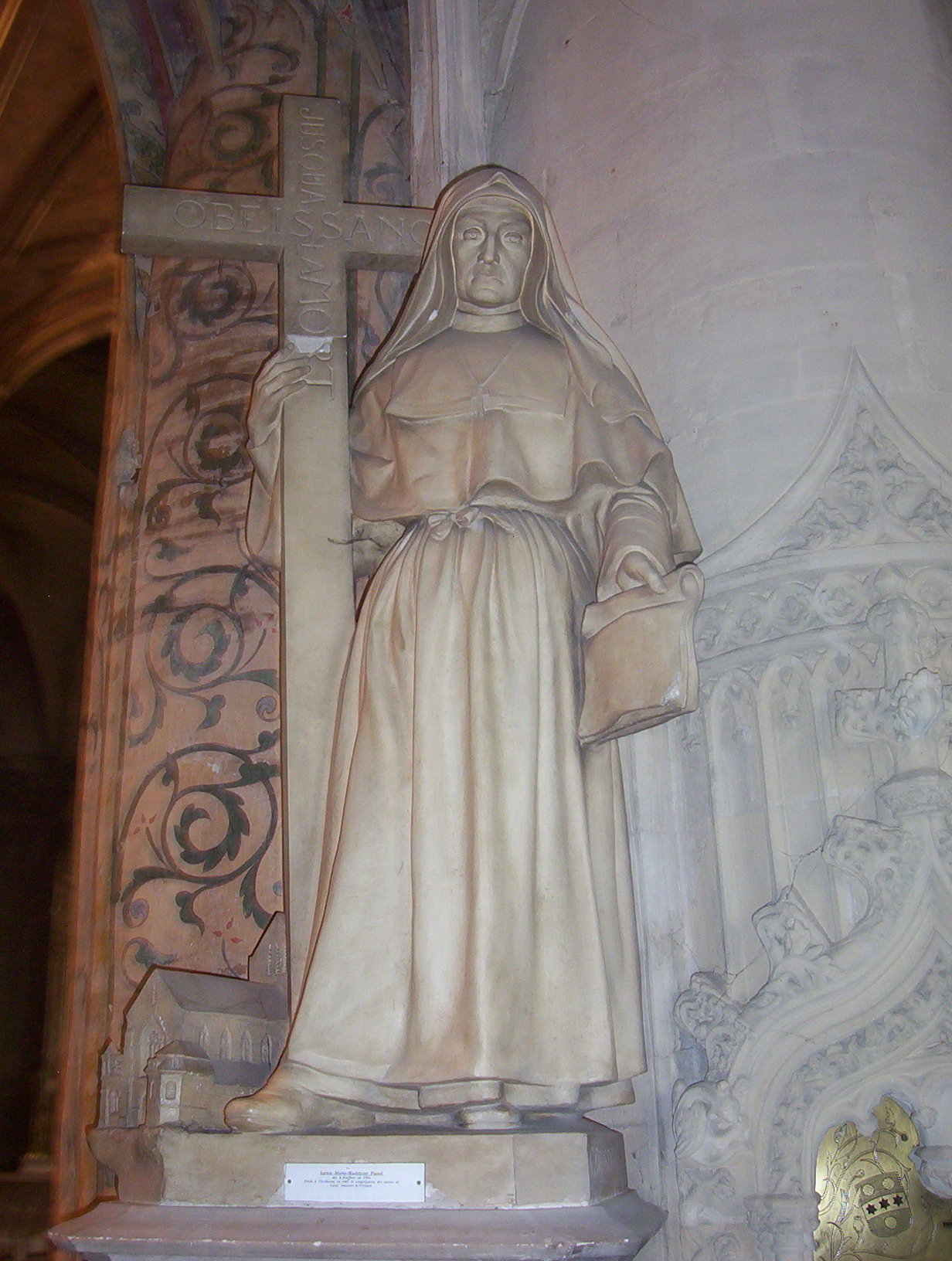
Standbeeld van Julie Postel, Basilique de la Trinité in Cherbourg

De Congregatie van de Zusters van Julie Postel in Nederland is een vrouwelijke rooms-katholieke organisatie, gehuisvest in het Noord-Brabantse Boxmeer. Vanaf 1886 verleent zij in Boxmeer en 25 andere vestigingen in Nederland, hulp aan mensen in nood, vooral aan zieken, in onderwijs en aan bejaarden. Zij heeft ook twee vestigingen opgericht in Indonesië en de Filipijnen.
De Nederlandse congregatie is een onderdeel van de Franse Provincie van de Sœurs de Sainte Marie-Madeleine Postel, gevestigd in Saint-Sauveur-le-Vicomte in Normandië. Deze organisatie is in 1807 in Cherbourg in Normandië opgericht door Julie Postel (1756-1846), met de kloosternaam zuster Marie Madeleine. In het begin stonden zij bekend onder de naam Arme Dochters der Barmhartigheid en daarna als Zusters der Christelijke Scholen. Sinds 1862 is er een onafhankelijk Duitse tak, de Schwestern der hl. Maria Magdalena Postel, gevestigd in Heiligenstadt in Thüringen.Vestigingen van Duitse taak:Nederland, Bolivia, Brazilië, Roemenië en Mozambique.
De lijfspreuk van de zusters van Julie Postel is ‘Spes Nostra’ (onze hoop).
Anno 2015 wonen er in Boxmeer en elders in Nederland ca. 60 zusters van Julie Postel.

## Herkomst uit Frankrijk
Julie Françoise Catherine Postel werd geboren 28 november in 1756 in het Franse vissersdorp Barfleur in Normandië. Van 1774 tot 1805 was zij als onderwijzeres werkzaam in haar geboorteplaats. Zij gaf les aan kinderen van arme gezinnen en ze nam wezen op. In 1807 stichtte zij in Cherbourg de Congregatie van de Arme Dochters van Barmhartigheid. Zij koos als kloosternaam Marie Madeleine. Met haar eerste medezusters trok zij tussen 1811 en 1832 in grote armoede van de ene plaats naar de andere. In 1832 werd de ruïne van de abdij van Saint Sauveur le Vicomte hun moederhuis. Julie Postel stierf op 16 juli 1846 op 89-jarige leeftijd. Bij hun oprichting hebben zij de leefregels van Johannes Baptist de la Salle aangenomen. 
In 1920 wordt de congregatie gesplitst in twee onafhankelijke Franse en Duitse organisaties. In het Engelse taalgebied worden zij genoemd: Sisters of Christian Schools of Mercy (Misc.).
13 jaar later, in 1859, werd de gemeenschap door paus Pius IX officieel erkend als een congregatie. In 1908 volgde de zaligverklaring van de stichteres Maria Magdalena, en in 1925 de heiligverklaring. De opvolger van St. Maria Magdalena Postel als overste, zuster Placida Viel werd in 1951 ook zalig verklaard. In 1990 volgde de zaligverklaring van de Franse zuster Martha le Bouteiller, een tijdgenoot van Maria Magdalena Postel en Placida Viel.

## Activiteiten in Nederland
De congregatie van de zusters van Julie Postel is in Nederland aanwezig sinds 1886 toen op verzoek van de pastoor van Boxmeer twee Duitse en één Franse zuster door de congregatie werden gezonden om zieken en stervenden bij te staan. De zusters van Julie Postel richten zich op ziekenzorg (ziekenhuizen, verpleeghuis), onderwijs (scholen, naai- en bewaarscholen), welzijn (rusthuizen, verzorgingshuizen) en missies.
De zusters betrokken na enige tijd een sterk verwaarloosd Kasteel Boxmeer aan de Veerstraat 49 te Boxmeer. Daarin vestigden zij het ziekenhuis en knapten het stukje voor stukje op. Er werden telkens, indien nodig, vleugels aangebouwd, zoals het indertijd nieuw aangebouwde ziekenhuis ‘Hospice du Sacre Coeur’ (Heilig Hart ziekenhuis). In 1964 werd Nederland een zelfstandige "provincie" met een eigen noviciaat. 
Gelet op de gewijzigde omstandigheden gingen de zusters van Julie Postel vanaf de jaren ’70 van de vorige eeuw zich meer richten op andere eigentijdse maatschappelijke noden, zoals missionair werk. Zij worden zich meer en meer bewust van structuren die wantoestanden veroorzaken en in stand houden. Zij trekken vanuit Nederland naar de missiegebieden in Indonesië en Filipijnen en zijn ook daar actief in ziekenhuizen, verpleeg- en verzorgingshuizen en scholen.

## Kloosters en huizen
De zusters van Julie Postel zijn actief (geweest) in de navolgende 28 plaatsen en landen (met datum van oprichting):
Boxmeer 1886; Groenlo 1895; Eibergen 1901; Millingen 1904; Hengelo (Ov.) 1908; Zevenaar 1908; Losser 1917; Winterswijk 1921; Beltrum 1924; Sassenheim 1924; Keijenborg 1926; Apeldoorn 1927; Malang op Java in Indonesië 1929; De Eerde 1930; Olst-Boskamp 1930; Wassenaar 1931; Zwolle 1932; Bergeyk-‘t Hof 1933; Nieuw-Wehl 1933; Groningen 1934; Westerhoven 1939; Twello 1943; Waalre 1944; Harreveld 1950; Neede 1951; Sambeek 1960; Beek 1962; Beugen 1963; Filipijnen 1964; Amsterdam 1970; Nijmegen 1970; Oosterbeek 1970; Drempt 1973; Bavel 1977; Ubbergen 1979.
Op het hoogtepunt in de periode 1961-1970 waren de zusters tegelijkertijd actief in 28 vestigingen in Nederland, Indonesië en Filipijnen.
De activiteiten in de Filipijnen en Indonesië werden zelfstandig voortgezet.

## Vestigingen in het buitenland
De zusters van Julie Postel hebben de volgende vestigingen:
- 1807 Frankrijk
- 1862 in Duitsland
- 1886 in Nederland
- 1894 in Engeland
- 1903 in Italië
- 1929: in Indonesië (in 1939 werkten er 25 zusters vanuit Nederland en drie Javaanse zusters, in 1997 telde de congregatie 74 Indonesische zusters, nu KSM genoemd). Zij werken in het ziekenhuis Panti Waluya Sawahan in Malang.
- 1950: in Ierland
- 1959: in Congo – Brazzaville
- 1964: in Filipijnen
- 1979 in Zuid-Afrika
- 1994 in India
- 1999: in Ivoorkust

Vanuit Duitsland ontstonden de volgende missies:
1923: in Nederland
1924: in Bolivia 
1937: in Brazilië 
1998: in Roemenië
1998: in Mozambique

## Bekende zusters van Julie Postel
- Zuster Julie Postel
- Zuster Antoinette Berentsen (1935-1983)[2]